# Síugrás az 1992. évi téli olimpiai játékokon
Az 1992. évi téli olimpiai játékokon a síugrás versenyszámait február 9. és 16. között rendezték Courchevelben, Albertville-től 50 kilométerre. Három versenyszámban avattak olimpiai bajnokot. A versenyeken magyar versenyző nem vett részt.

## Éremtáblázat
(Az egyes számoszlopok legmagasabb értéke, vagy értékei vastagítással kiemelve.)
| Az 1992. évi téli olimpiai játékok éremtáblázata síugrásban | Az 1992. évi téli olimpiai játékok éremtáblázata síugrásban | Az 1992. évi téli olimpiai játékok éremtáblázata síugrásban | Az 1992. évi téli olimpiai játékok éremtáblázata síugrásban | Az 1992. évi téli olimpiai játékok éremtáblázata síugrásban | Olimpia  |
| ----------------------------------------------------------- | ----------------------------------------------------------- | ----------------------------------------------------------- | ----------------------------------------------------------- | ----------------------------------------------------------- | -------- |
|                                                             | Ország                                                      | Arany                                                       | Ezüst                                                       | Bronz                                                       | Összesen |
| 1.                                                          | Finnország (FIN)                                            | 2                                                           | 0                                                           | 1                                                           | 3        |
| 2.                                                          | Ausztria (AUT)                                              | 1                                                           | 3                                                           | 1                                                           | 5        |
|                                                             |                                                             |                                                             |                                                             |                                                             |          |
| 3.                                                          | Csehszlovákia (TCH)                                         | 0                                                           | 0                                                           | 1                                                           | 1        |
|                                                             |                                                             |                                                             |                                                             |                                                             |          |
| Összesen                                                    | Összesen                                                    | 3                                                           | 3                                                           | 3                                                           | 9        |

## Érmesek
| Az 1992. évi téli olimpiai játékok érmesei síugrásban |                                                                                        |       |                                                                                   |       |                                                                                  |       |
| Versenyszám                                           | Arany                                                                                  | Arany | Ezüst                                                                             | Ezüst | Bronz                                                                            | Bronz |
| Normálsánc                                            | Ernst Vettori · Ausztria (AUT)                                                         | 228,8 | Martin Höllwarth · Ausztria (AUT)                                                 | 218,1 | Toni Nieminen · Finnország (FIN)                                                 | 217,0 |
| Nagysánc                                              | Toni Nieminen · Finnország (FIN)                                                       | 239,5 | Martin Höllwarth · Ausztria (AUT)                                                 | 227,3 | Heinz Kuttin · Ausztria (AUT)                                                    | 214,8 |
| Csapatverseny                                         | Finnország (FIN) · Ari-Pekka Nikkola · Mika Laitinen · Risto Laakkonen · Toni Nieminen | 644,4 | Ausztria (AUT) · Heinz Kuttin · Ernst Vettori · Martin Höllwarth · Andreas Felder | 642,9 | Csehszlovákia (TCH) · Tomáš Goder · František Jež · Jaroslav Sakala · Jiří Parma | 620,1 |